# Cordilura pubera
Cordilura pubera är en tvåvingeart som först beskrevs av Carl von Linné 1758.  Cordilura pubera ingår i släktet Cordilura och familjen kolvflugor. Arten är reproducerande i Sverige. Inga underarter finns listade i Catalogue of Life.